# Cnemaspis elgonensis
Espèce
Synonymes
- Cnemaspis africana elgonensis Loveridge, 1935

Statut de conservation UICN

 VU B2ab(iii) : Vulnérable
Cnemaspis elgonensis est une espèce de geckos de la famille des Gekkonidae.

## Répartition
Cette espèce est endémique du Kenya. Elle se rencontre sur le mont Elgon et à Kakamega.

## Étymologie
Son nom d'espèce, composé de elgon et du suffixe latin -ensis, « qui vit dans, qui habite », lui a été donné en référence au lieu de sa découverte.

## Publication originale
- Loveridge, 1936 "1935" : Revision of the African geckos of the genus Cnemaspis, with the description of a new race. Proceedings of the Zoological Society of London, vol. 1935, p. 817-822.